# 福建人民出版社
福建人民出版社（英文：Fujian People's Publishing House），全称福建人民出版社有限责任公司，1951年7月1日成立，是中華人民共和國成立后福建省第一家真正意义上的图书出版社。为海峡出版发行集团的属下图书出版社之一。

## 歷史
1951年初，中共福建省委宣传部根据会议精神，决定以福建省新华书店出版科为基础，由出版科长王春生负责筹建福建人民出版社。
1951年7月1日，福建人民出版社正式成立，属中共福建省委宣传部领导，社址在福州市东大路铁门槛1号，首任社长由中共福建省委宣传部宣传处长高明轩兼任。初創時内设图书、《福建宣传员》、《福建画报》三个编辑组和出版组，人员6人。其出版的第一本書為陳伯達的《毛泽东思想是马克思列宁主义与中国革命的结合》。
1954年初，福建人民出版社成立编辑部，王春生任编辑部主任，张子固为副主任，下设政治理论、文教科技、文艺、画报、《福建宣传员》、《福建教育》等编辑组，另设办公室和经理部，人员增至30多人，其中编辑人员14人。
1958年10月，中共福建省委决定，以福建人民出版社、福建省新华书店和福建省文化局新闻出版科为主体，成立福建省新闻出版局，统一领导图书编辑、印刷、发行工作。
1961年10月，福建省新闻出版局撤销，福建人民出版社归福建省文化局领导。
1964年8月，福建人民出版社升格为正厅级单位，归中共福建省委宣传部领导。
文化大革命初期，福建人民出版社的出版工作基本处于停顿状态。
1971年10月，福建省革命委员会政治部成立出版事业组，郝世文任组长。同时恢復以福建人民出版社名义出书。
1973年5月，福建省革命委员会政治部出版事业组改称福建省革命委员会出版事业局，下辖福建人民出版社、福建省新华书店和福建新华印刷厂。
1975年10月，福建省出版事业管理局成立，与福建人民出版社合署办公，一套班子两块牌子。
1983年3月，福建省出版事业管理局撤销，福建人民出版社统辖编、印、发三家，并代行原出版局出版管理职权。
1985年10月，福建人民出版社改称为福建省出版总社。
從1979年至1985年，根据专业分工的原则，以原福建人民出版社有关编辑室为基础，相继成立了福建科學技術出版社、福建少年兒童出版社、海峽文藝出版社、鷺江出版社、福建美術出版社，其他各人文社科编辑室则归入福建人民出版社。
1987年，福建人民出版社八个编辑室及福建古籍出版社编制析出，正式与福建省出版总社分离（编制未落实，福建古籍出版社编制纳入福建人民出版社），成为福建省出版总社下属经济独立核算、以出版哲学社会科学图书为主的综合性出版社。
1997年，福建人民出版社搬入新建的福建出版中心大樓。
2009年12月30日，海峡出版发行集团在福州成立，福建人民出版社成为其下属单位，同时实现转企改制。福建人民出版社改制后的名称为“福建人民出版社有限责任公司”，对外仍称“福建人民出版社”。

## 现状
现在，福建人民出版社是以出版社会科学读物为主的综合性出版社，出版政治、经济、文化、教育、历史、古籍、外语、辞书、旅游等类图书。拥有政治理论、经济、文化教育、外语、文史、古籍、项目研发中心、八闽文库、闽文化全媒体中心等9个图书编辑室和审读室、美术编辑室、网络信息室，另有办公室、总编室、财务部、校对科、出版经营部、发行部等6个职能部门。
现任社长为房向东，总编辑为刘亚忠。

## 荣誉
| 获奖时间 | 奖 项 名 称                      | 授奖机构                           |
| 1995年   | 全国良好出版社                   | 中华人民共和国新闻出版署           |
| 1997年   | 全国新闻出版系统先进集体         | 中华人民共和国人事部、新闻出版署   |
| 1998年   | 全国良好出版社                   | 新闻出版署                         |
| 2000年   | 全国良好出版社                   | 人事部、新闻出版总署               |
| 2006年   | 全国新闻出版系统先进集体         | 新闻出版署                         |
| 2008年   | 全国新闻出版行业抗震救灾先进集体 | 新闻出版署                         |
| 2010年   | 首届全国新闻出版行业文明单位     | 新闻出版署                         |
| 2012年   | 全国新闻出版系统先进集体         | 人力资源和社会保障部、新闻出版总署 |

## 外部連結
- 福建人民出版社官方網站 （页面存档备份，存于）